# Бенсгайм
Бенсгайм (нім. Bensheim) — місто в Німеччині, у землі Гессен. Підпорядкований адміністративному округу Дармштадт. Входить до складу району Бергштрасе. Населення становить 39 729 осіб (на 31 грудня 2010 року). Займає площу 57,83 км². Офіційний код 6 4 31 002.
Місто поділяється на 9 міських районів.

## Фотографії міста

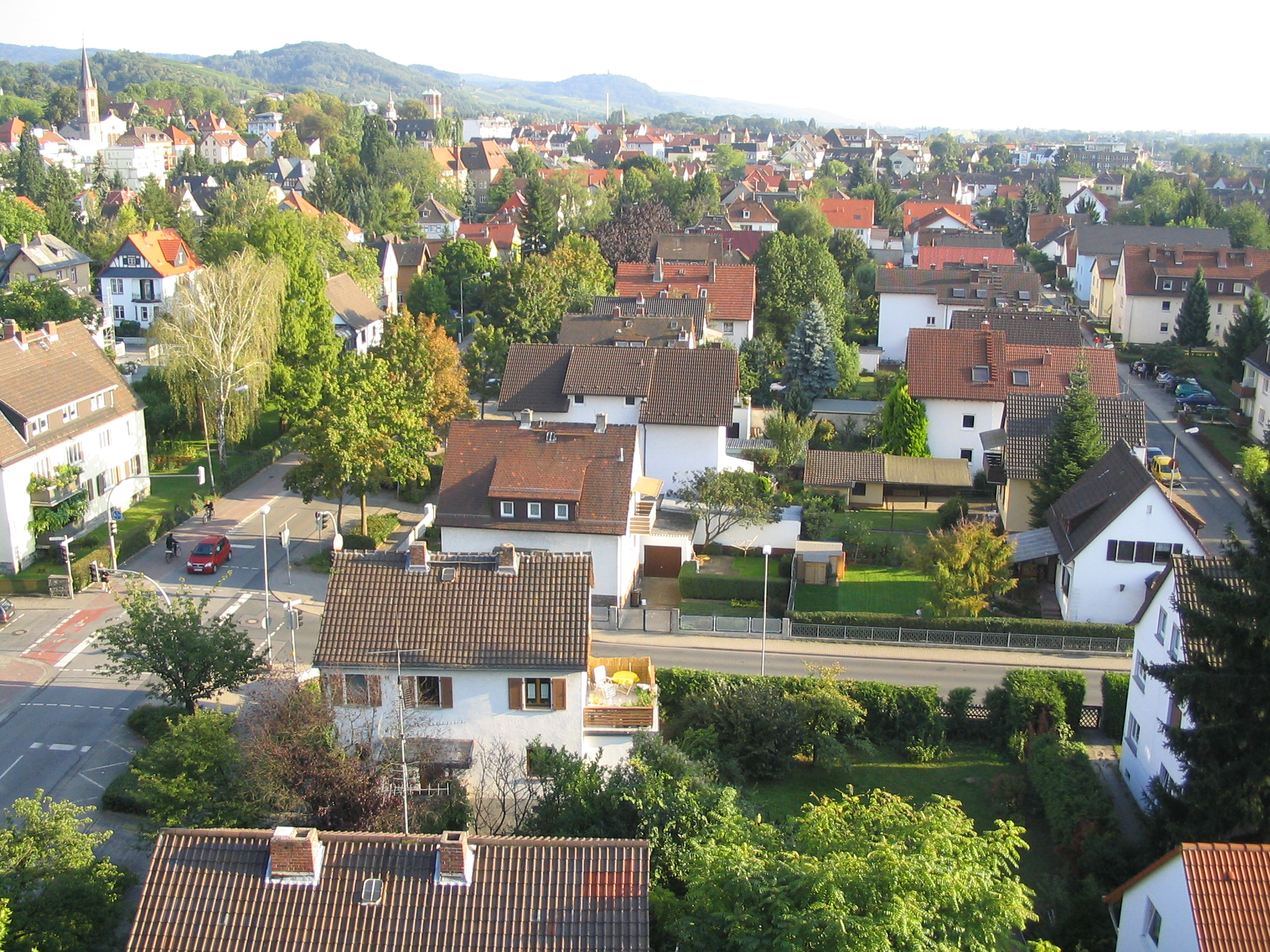
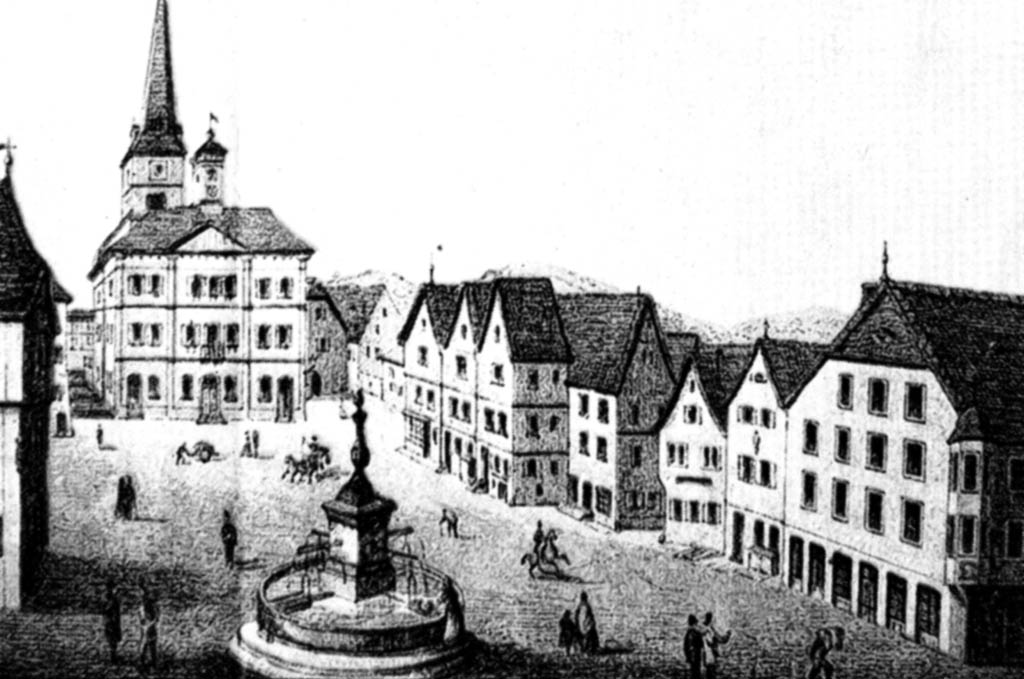
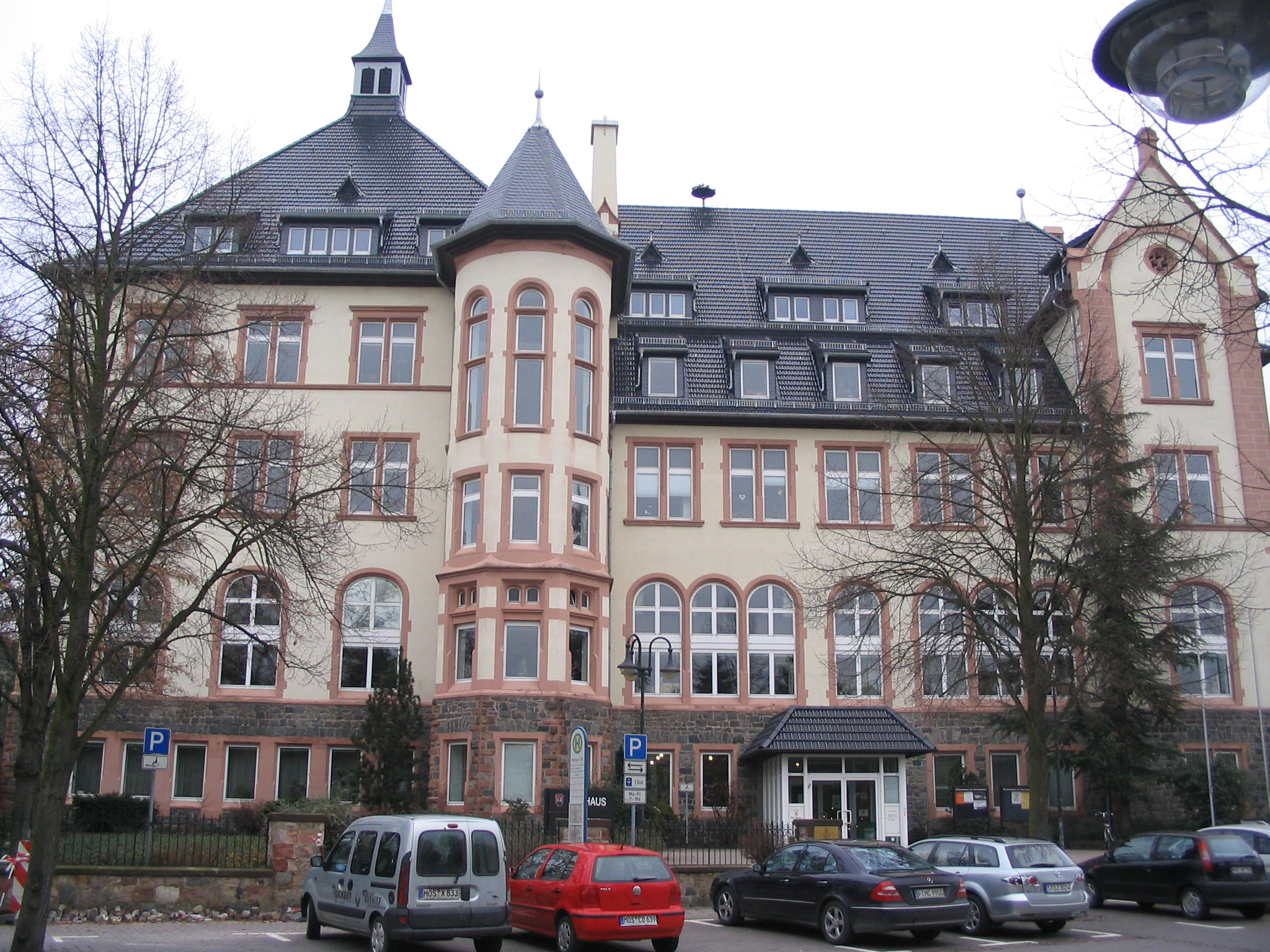
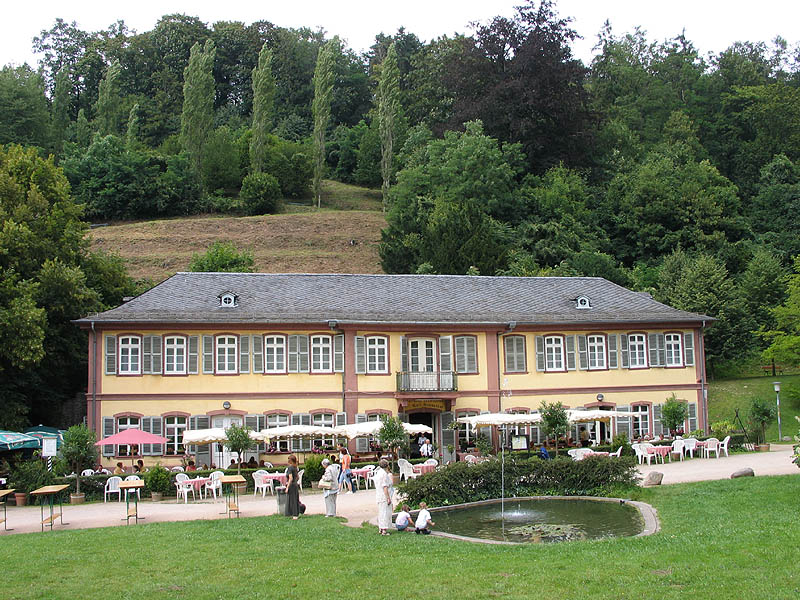
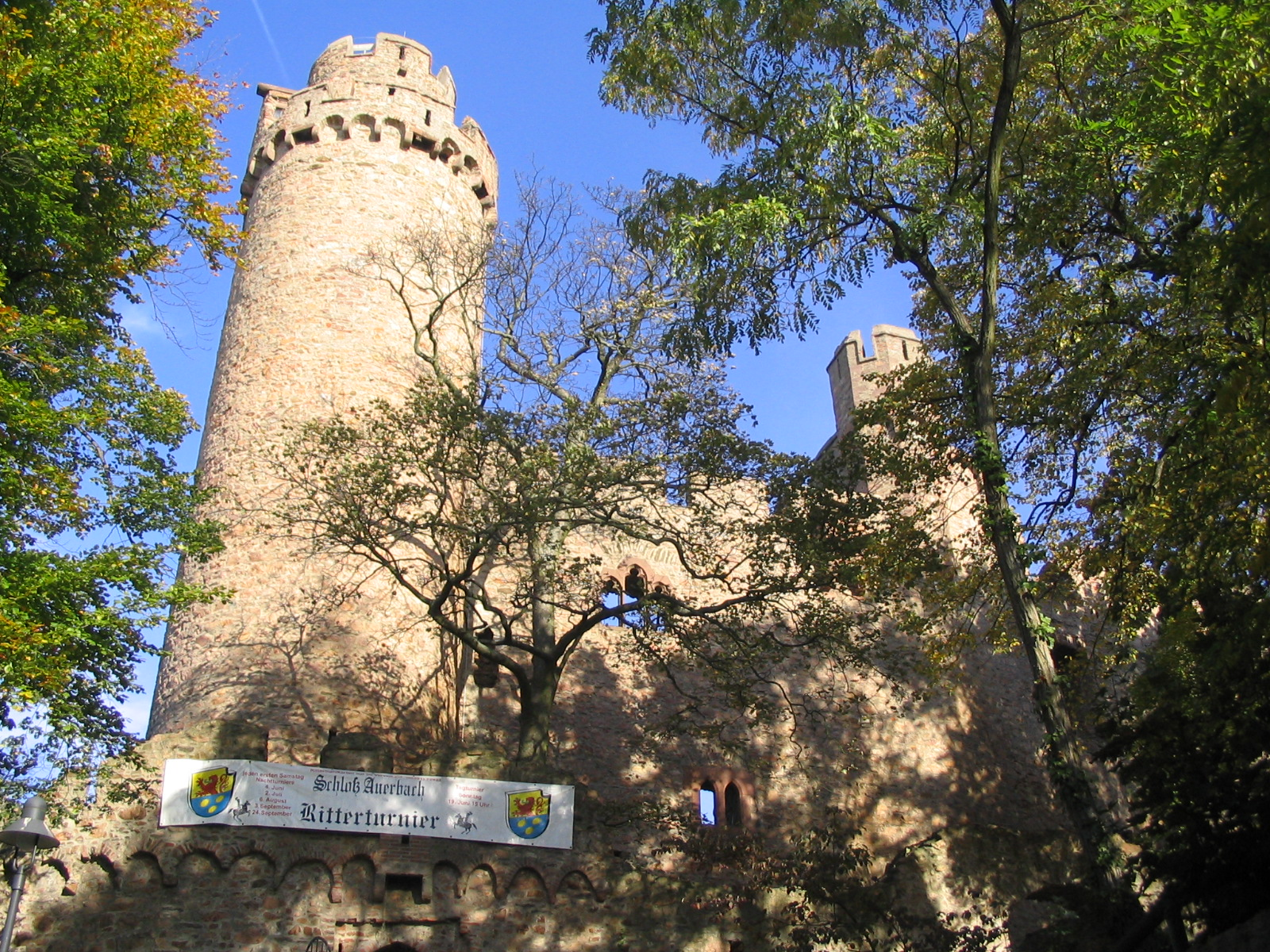
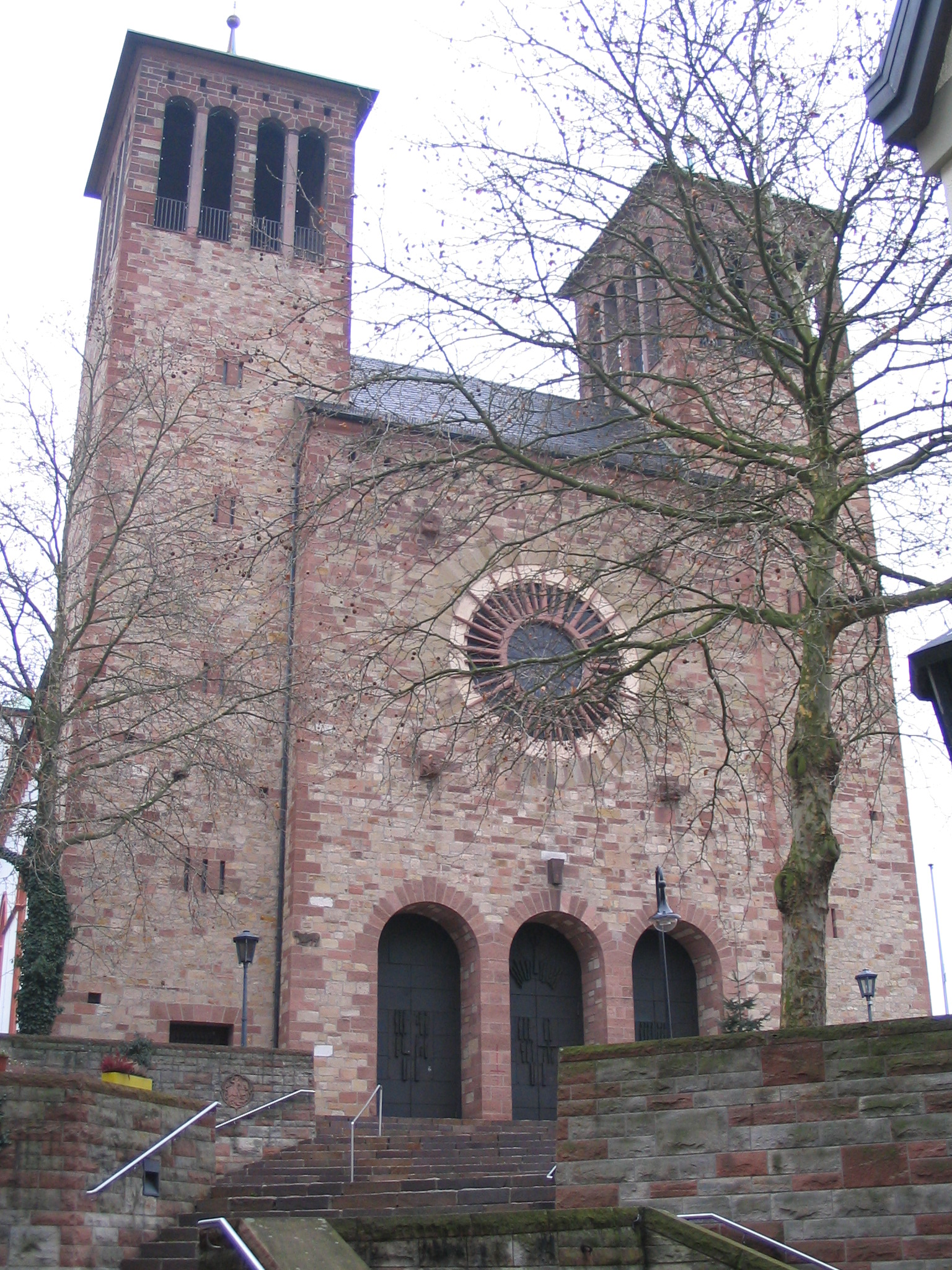
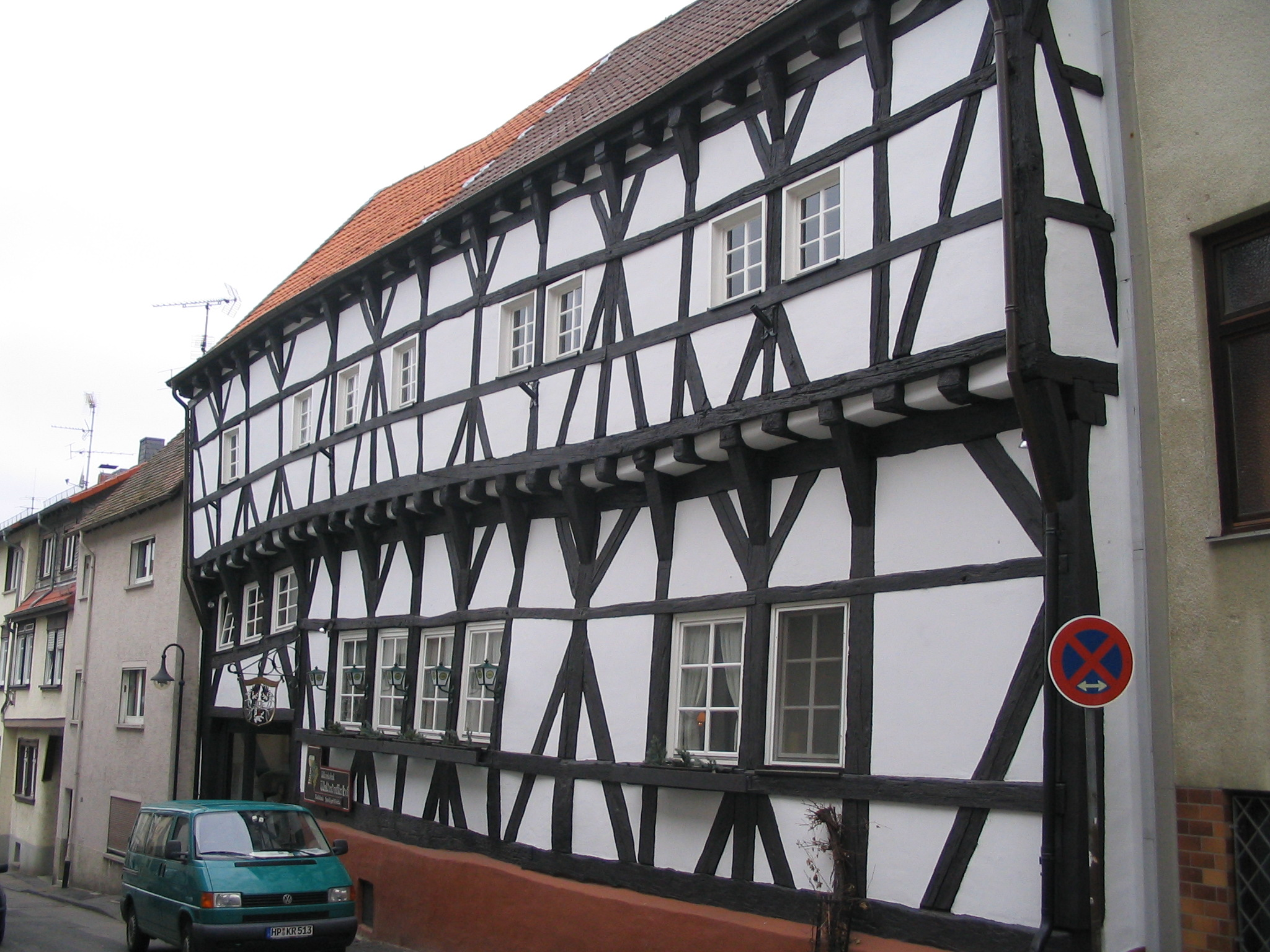
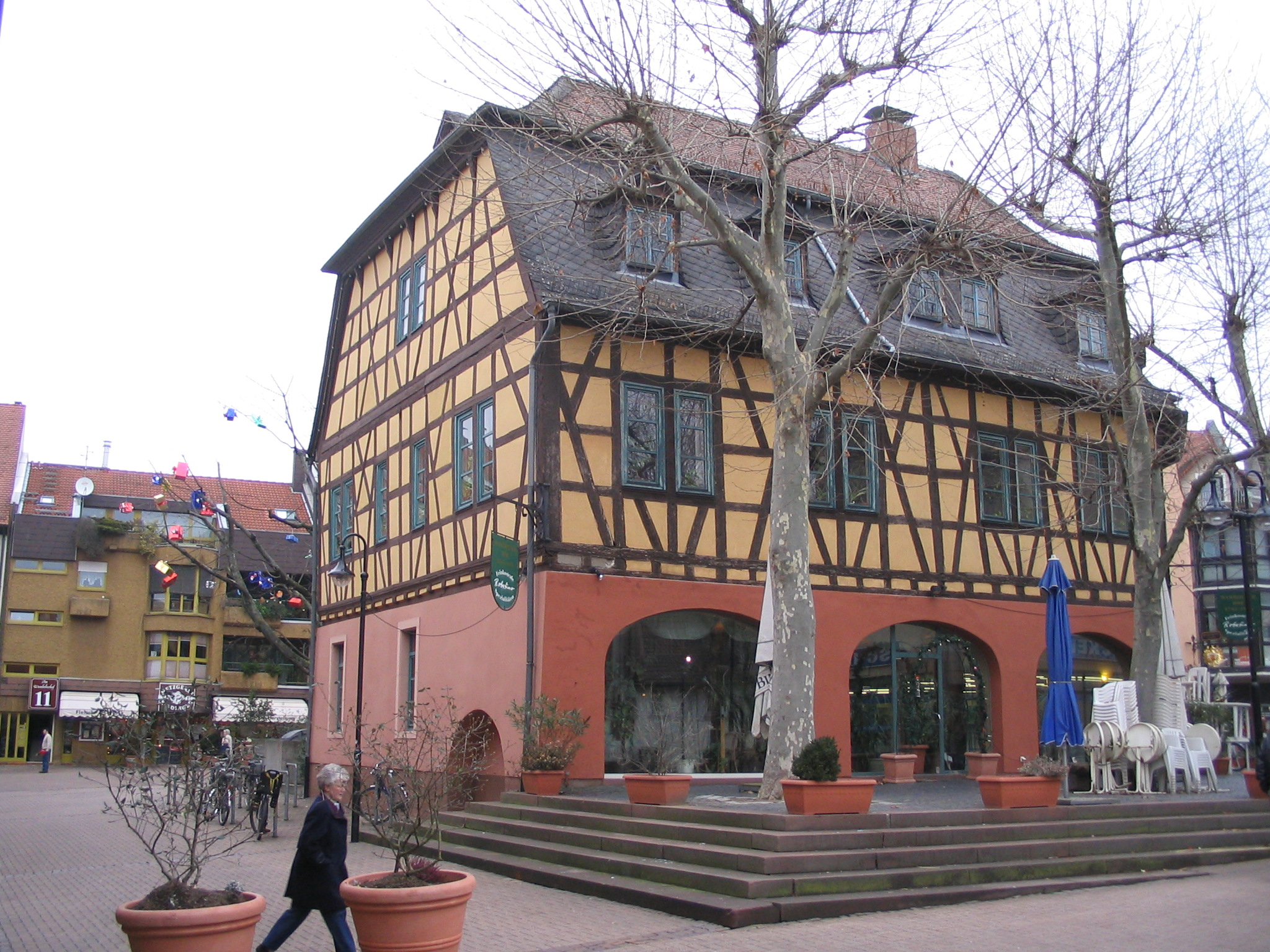
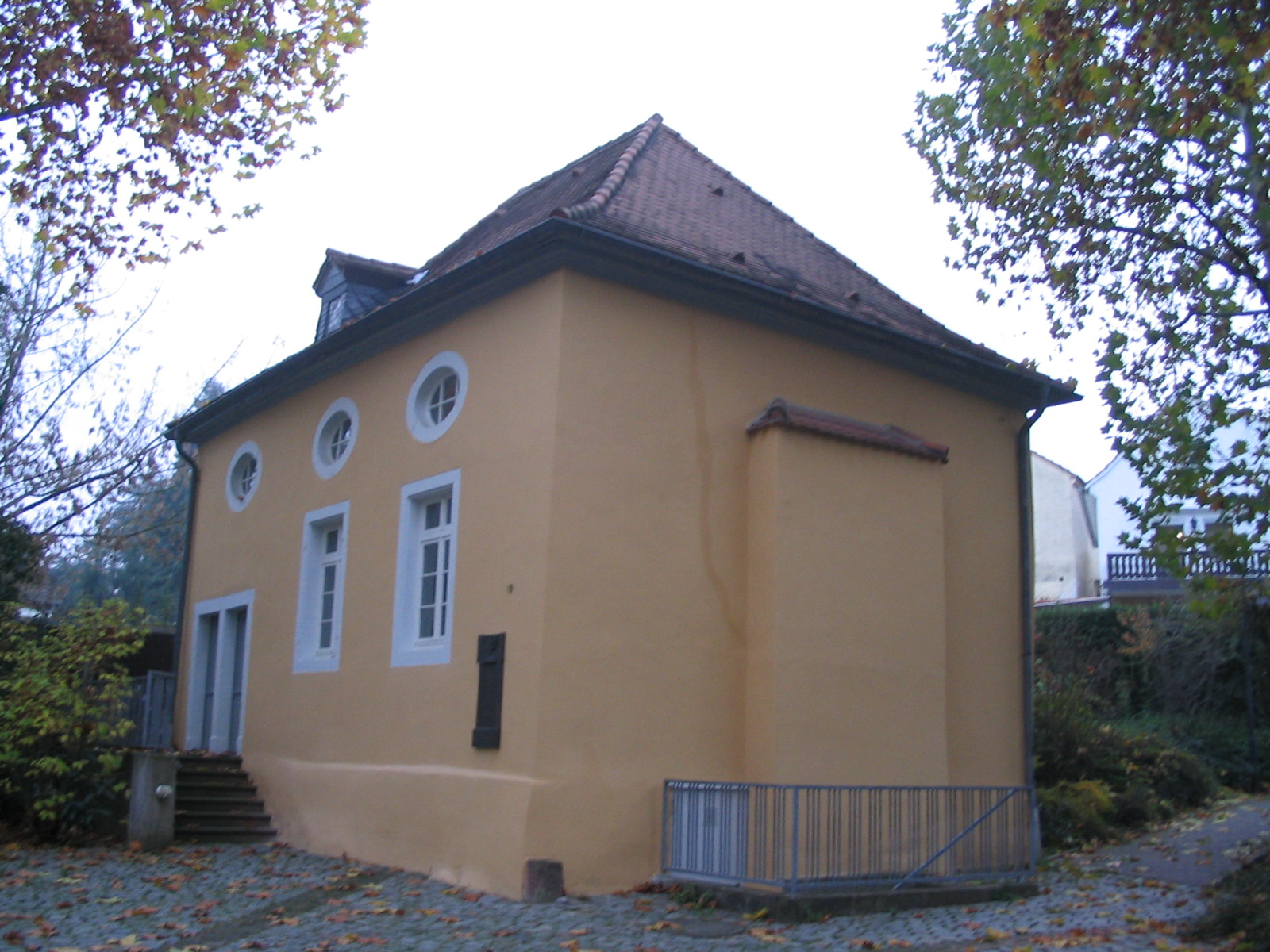
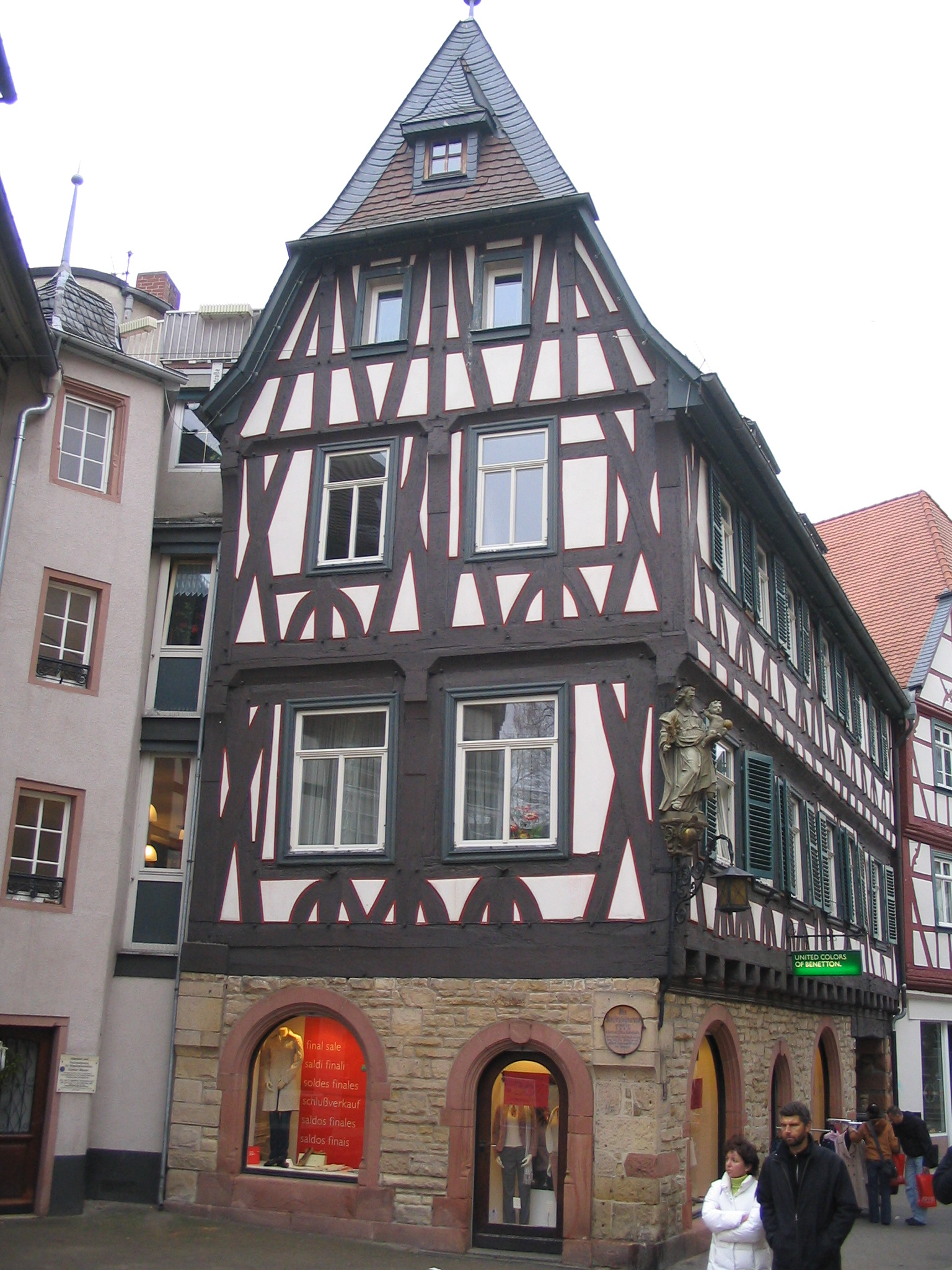
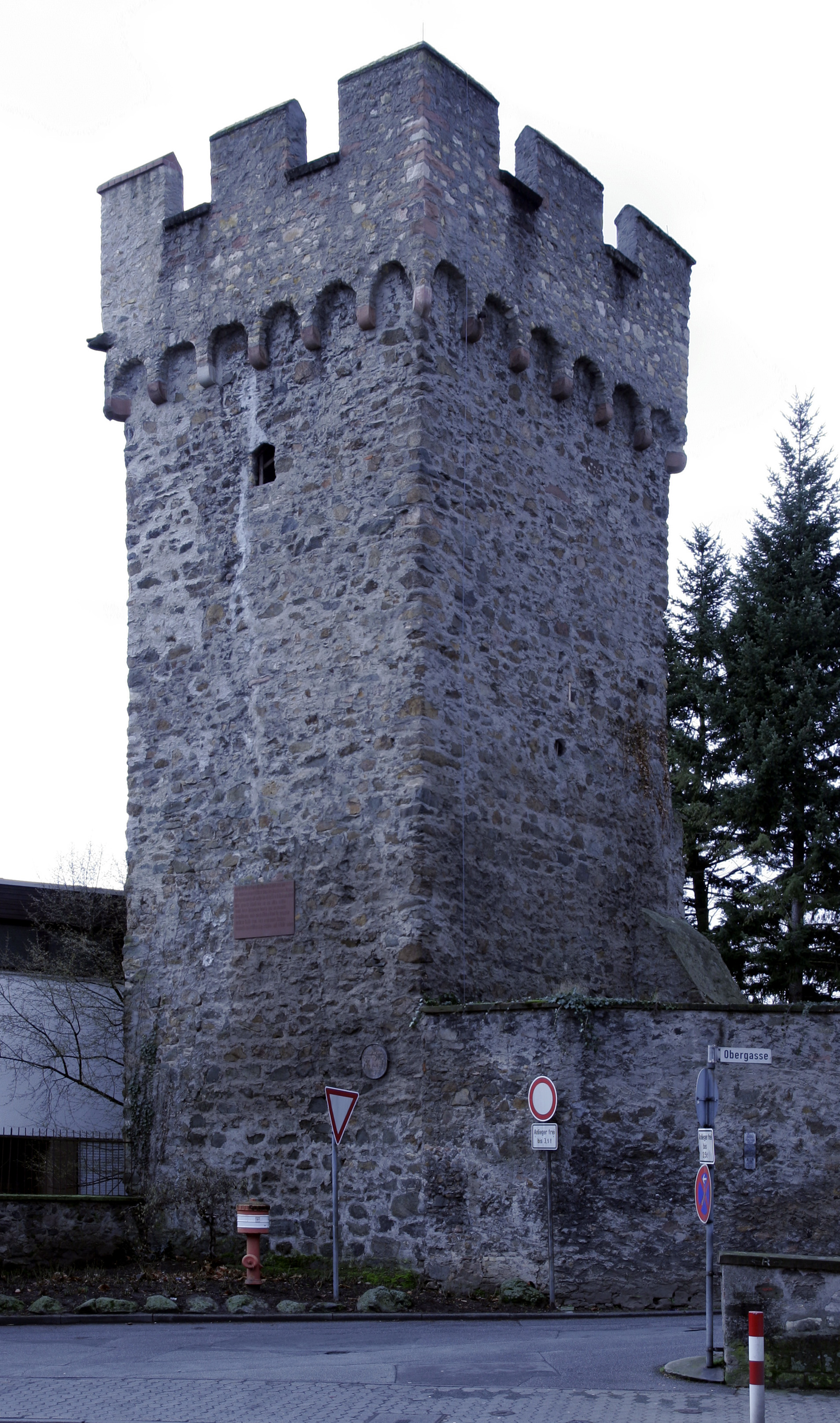
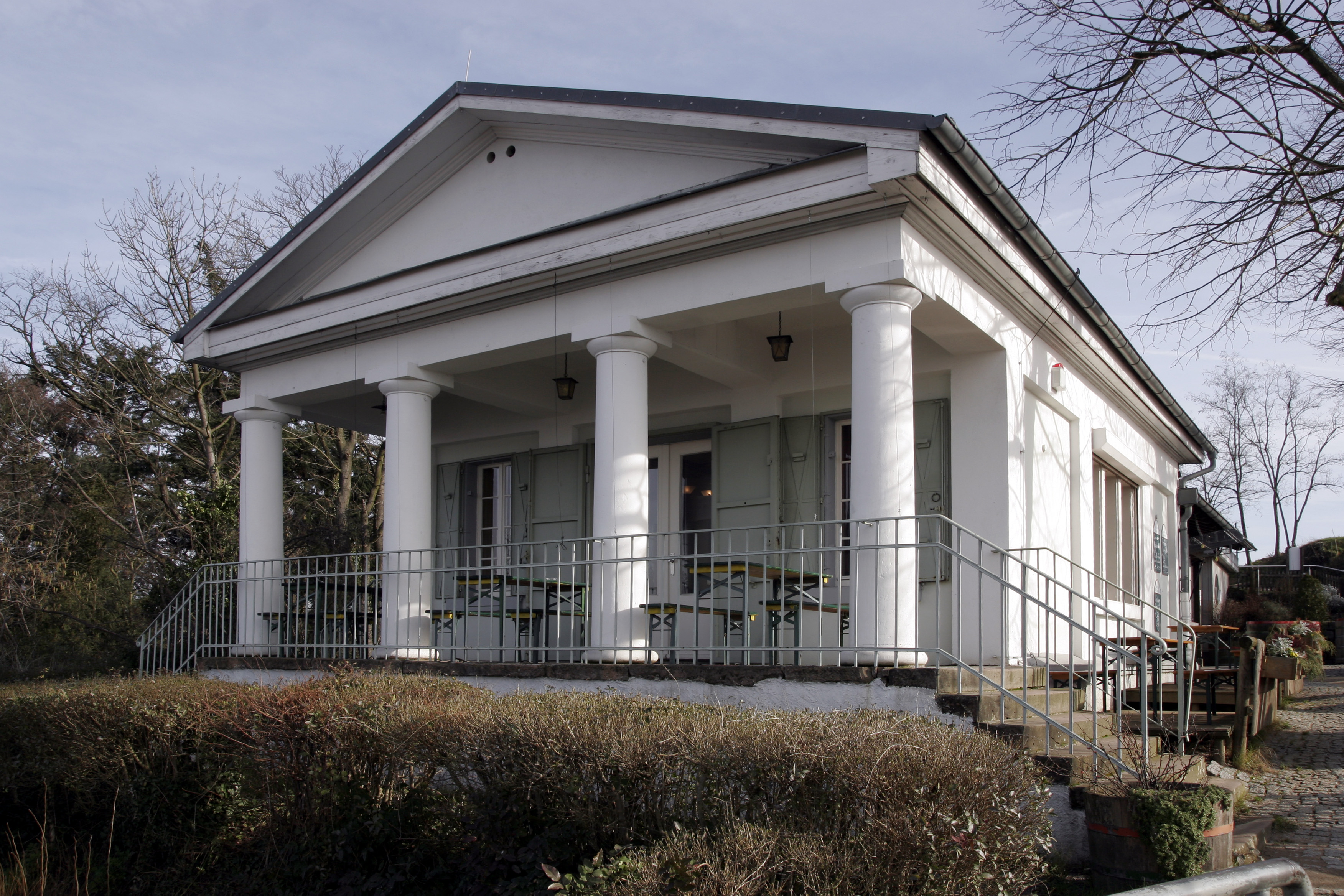

Панорама міста Бенсгайм

## Географія
Місто розташоване біля східного краю Верхньорейнської долини на схилах західного Оденвальду. Найближчі великі міста — Дармштадт (близько 22 км на північ), Гейдельберг (35 км на південь), Вормс (близько 18 км на захід) і Мангейм (близько 32 км на північний захід). Адміністративний центр району місто Геппенгайм знаходиться приблизно в 5 км на південь.